# Douglass Watson
Larkin Douglass Watson III (24 de febrero de 1921 — 1 de mayo de 1989) fue un actor teatral, cinematográfico y televisivo de nacionalidad estadounidense.

## Biografía
Nacido en Jackson (Georgia), antes de dedicarse a la interpretación recibió dos medallas Corazón Púrpura por su servicio en la Segunda Guerra Mundial. Actor de carácter desde 1950, sus papeles más destacados fueron los que hizo en las películas Julio César (1953), Sayonara (1957), y The Money Pit (1986). Además fue un alabado actor teatral del teatro neoyorquino, actuando en diversas producciones del circuito de Broadway y Off-Broadway, entre ellas la llevada a cabo en 1952 de la obra Deseo bajo los olmos, de Eugene O'Neill. Por otra parte, también actuó en telenovelas dramáticas como Moment of Truth (1965) (una serie canadiense), Search for Tomorrow (1966–1968), y Love of Life (1972–1973). 
En Another World, Watson interpretó a Mackenzie "Mac" Cory, siendo el segundo actor en hacer el papel, ya que sustituyó a Robert Emhardt. Watson consiguió el papel de Another World tras su alabada interpretación de Kent en El rey Lear, representada en 1974 en el Festival Shakespeare de Nueva York.
Watson ganó dos Premios Daytime Emmy al mejor actor, en 1980 y 1981. Estaba contratado con Another World, cuando en 1989 falleció a causa de un infarto agudo de miocardio mientras disfrutaba de unas vacaciones en Arizona. Tenía 68 años de edad. Su personaje en el show también moría poco después. Douglass Watson fue enterrado en el Cementerio de Putnam, en Greenwich, Connecticut.